# David P. Goldman

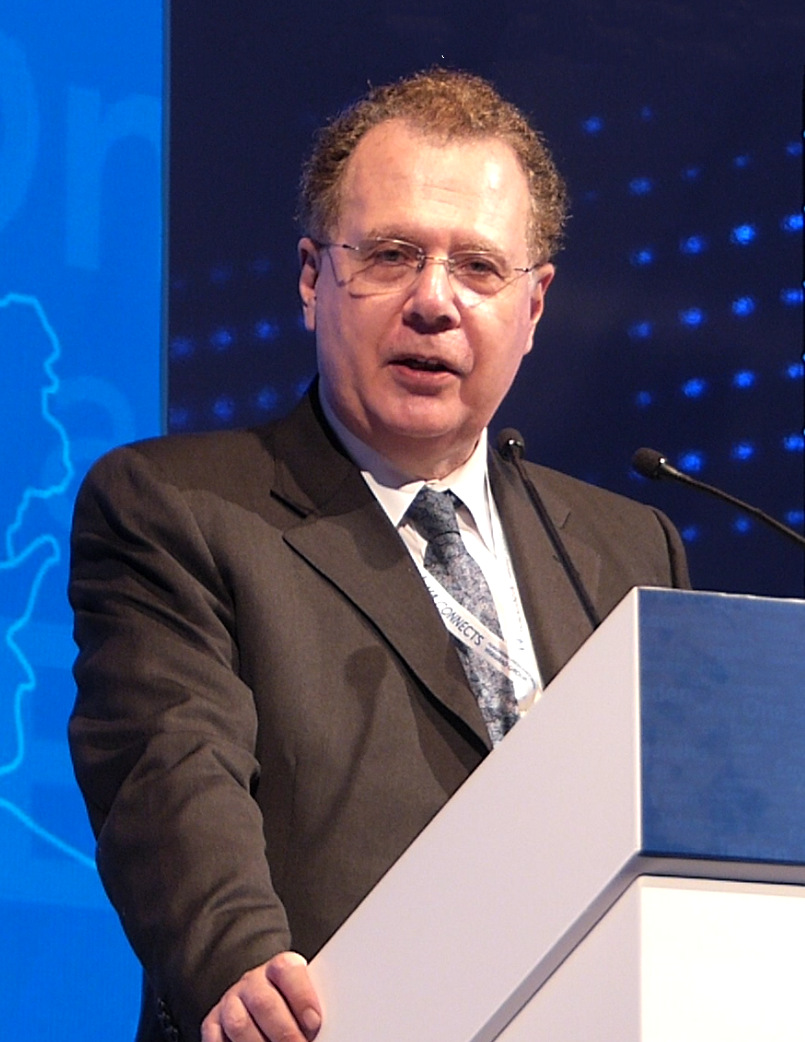
David P. Goldman, 2018

David P Goldman, född 27 september 1951, är en amerikansk ekonom och analytiker och inflytelserik krönikör i tidningen Asia Times under pseudonymen "Spengler".
Hans bok How Civilizations Die publicerades 2011. Den är baserad på idéer från hans krönikor och översattes till hebreiska 2013.

## Biografi
Goldman har judisk icke-religiös bakgrund. Han studerade vid Columbia University och avlade en Bachelor of Arts (BA) 1973 och vid London School of Economics, där han doktorerade 1976.
Mellan 1976 och 1982 var han ansvarig för ekonomiska publikationer åt den amerikanska politikern Lyndon LaRouches rörelse. Vid den tiden såg han sig själv som en radikal ateist. Från början av 1980-talet ändrades Goldmans livssyn och hans åsikter blev mer och mer konservativa. Sedan 1984 har Goldman arbetat som ekonom och chef vid investmentbolag såsom  Credit Suisse, Cantor Fitzgerald, Astry, SG Capital Sedan 2013 leder han den amerikanska avdelningen i Reoreint Group investment bank i Hongkong.

## Spengler
År 1997 började Goldman skriva en krönika i tidningen "Asia Times" under pseudonymen "Spengler" som en hyllning till Oswald Spengler författare av den välkända boken "Västerlandets undergång". Goldman använde en del av Spenglers idéer men är mest påverkad av tyska filosofen "Frank Rosenzwig".
I "Asia Times" som nättidning har publicerat över 800 artiklar av Goldman, som fick upp till 1 miljon läsare per månad. 1999 avslöjade Goldman att han var bakom pseudonymen Spenger.
Som Spengler berörde Goldman många ämnen – från musikteori till kultur och religion, men hans centrala intresse var geoekonomi och geopolitik.

## Döende Civilisationer
Boken “Döende Civilisationer” (2011) är inspirerad av Franz Rosenzwig och hans bok “Försoningens stjärna”.
Enligt Goldman kommer nationernas verkliga styrka visas i den moderna tidens globalisering och ideologiska öppenhet. 